# USS Tinian (CVE-123)
«Тініан» (англ. USS Tinian (CVE-123)) — ескортний авіаносець США часів Другої світової війни типу «Комменсмент Бей».

## Історія створення
Авіаносець «Тініан» був закладений 20 березня 1945 року на верфі «Todd Pacific Shipyards» у Такомі. Спущений на воду 5 вересня 1945 року. Був прийнятий ВМС США 30 липня 1946 року.

## Історія служби
Авіаносець «Тініан» після прийняття ВМС США у стрій офіційно не вводився, а одразу був виведений у резерв.
12 червня 1955 року був перекласифікований в ескортний вертольотоносець CVHE-123. 7 травня 1959 року перекласифікований в авіатранспорт AKV-23.
1 червня 1970 року корабель був виключений зі списків флоту та проданий на злам.